# Cecconia
Cecconia is een geslacht van vliesvleugelige insecten van de familie Echte galwespen (Cynipidae).

## Soorten
- C. aequalis (Ionescu & Roman, 1962)
- C. valerianellae (Thomson, 1877)